# دييغو سيلفا (لاعب كرة قدم مواليد 1990)
دييغو أوليفيرا سيلفا هو لاعب كرة قدم برازيلي، ولد في 26 ديسمبر 1990 في ساو باولو في البرازيل لعب سابقاً في نادي مصفوت الإماراتي.